# Institut Històric i Geogràfic Brasiler
L'Institut Històric i Geogràfic Brasiler (portuguès: Instituto Histórico e Geográfico Brasileiro), IHGB, fundat el 21 d'octubre de 1838, és l'autoritat més antiga i tradicional de promoció, investigació i preservació de les ciències històriques i geogràfiques, culturals i socials al Brasil.
La seva creació, juntament a la fundació de l'Arxiu Públic de l'Imperi i a la ja existent Acadèmia Imperial de Belles Arts, formen part dels esforços realitzats pel Partit Conservador durant la regència de Pedro de Araújo Lima per construir un estat imperial fort i centralitzat. Entre els 27 membres fundadors, s'hi trobaven Januário da Cunha Barbosa, José de Cunha Matos o José Feliciano Fernandes Pinheiro, qui seria el primer president de l'entitat.
L'organisme és l'encarregat de la publicació de la Revista do Instituto Histórico e Geográfico Brasileiro, editada des de 1839 amb caràcter trimestral. Totes les revistes es troben digitalitzades i disponibles públicament al lloc web de l'IHGB.

## Presidents
Els presidents que ha tingut la institució són:
1. José Feliciano Fernandes Pinheiro, Vescomte de São Leopoldo (1838-1847)
2. Cândido José de Araújo Viana, Marquès de Sapucaí (1847-1875)
3. Luiz Pedreira do Couto Ferraz, Vescomte do Bom Retiro (1875-1886)
4. Joaquim Norberto de Sousa Silva (1886-1891)
5. Olegário Herculano d'Aquino Castro (1891-1908)
6. João Lustosa da Cunha Paranaguá, Marquès de Paranaguá (1906-1907)
7. José Maria da Silva Paranhos Jr., Baró de Rio Branco (1907-1912)
8. Afonso Celso de Assis Figueiredo, Conde de Afonso Celso (1912-1938)
9. Manuel Cícero Peregrino da Silva (1938-1939)
10. José Carlos de Macedo Soares (1939-1968)
11. Pedro Calmon Moniz de Bittencourt (1968-1985)
12. Américo Jacobina Lacombe (1985-1991)
13. Vicente Costa Santos Tapajós (1992-1995)
14. Arno Wehling (1996-2019)
15. Victorino Coutinho Chermont de Miranda (2019-act.)